# Franz Poenitz
Franz Poenitz, ursprungligen von Burkowitz, född 17 augusti 1850 i Bischofswerder, Westpreussen, död 19 mars 1912 i Berlin, var en tysk harpspelare. 

## Biografi
Franz Poenitz föddes 17 augusti 1850 i Bischofswerder, Westpreussen. Hans fader arbetade där som gästgivare. Poenitz hette från början von Burkowitz, men tog efternamnet Poenitz av sin fosterfar, som var kapellist vid Krollteatern i Berlin. Poenitz uppträdde som barn med stor framgång vid konserter i Stockholm 1862–1863, samt framförde såväl egna kompositioner som konserter av Elias Parish Alvars med lysande bravur. Han var från sitt sextonde år anställd som harpist vid hovoperan i Berlin. Där han efterträdde sin lärare professor Grimm som efter en tids sjukdom inte kunnat utföra sitt arbete.
Poenitz komponerade bland annat kammarmusikverk och stycken för harmonium.